# Battaglia di Shizugatake
La battaglia di Shizugatake (賤ヶ岳の戦い?, Shizugatake no Tatakai) fu una battaglia del periodo Sengoku tra i sostenitori di Toyotomi Hideyoshi e Oda Nobutaka per la successione del clan Oda dopo la morte di Oda Nobunaga.

## La battaglia
Nel maggio 1583, un generale veterano di Nobunaga chiamato Shibata Katsuie lanciò diversi attacchi simultanei a Shizugatake, dove si trovavano una serie di forti controllati dai generali di Hideyoshi, tra i quali Nakagawa Kiyohide. Sakuma Morimasa attaccò su ordine di Shibata, e Nakagawa fu ucciso, ma le difese del castello resistettero. Non appena ne venne a conoscenza Shibata Katsuie ordinò immediatamente a Sakuma di ritirare le sue truppe poiché erano pericolosamente lontane ed isolate dalle forze di Katsuie. Sakuma comunque non eseguì gli ordini e pianificò di lanciare un'altra offensiva.
Si sa che Hideyoshi era lontano almeno quattro giorni di marcia durante l'attacco di Sakuma. Tuttavia non appena Hideyoshi venne a conoscenza dell'attacco si mise in marcia forzata durante la notte e raggiunse Shizugatake in un giorno e mezzo. Avendo saputo che Hideyoshi stava arrivando con i rinforzi, Sakuma ordinò ai suoi uomini di rompere l'assedio e prepararsi alla difesa. Ma era troppo tardi e le forze di Hideyoshi sbaragliarono facilmente le forze assedianti.

### Inseguimento e vittoria
Le armate di Hideyoshi spinsero le forze di Sakuma in una disfatta e le cacciarono indietro fino alla fortezza di Shibata Katsuie, il castello di Kitanosho a Fukui nella provincia di Echizen. Conquistarono il castello ma non prima che Shibata lo desse alle fiamme. Shibata subito dopo commise seppuku con la moglie Oichi facendo fuggire le sue figlie.

## Conseguenze
I sette generali in comando di Hideyoshi dopo la battaglia guadagnarono un'enorme fama, e vennero chiamati shichi-hon yari o "Sette lance" di Shizugatake. Alcuni di questi divennero tra i servitori più stretti di Hideyoshi, tra i quali ricordiamo Katō Kiyomasa.

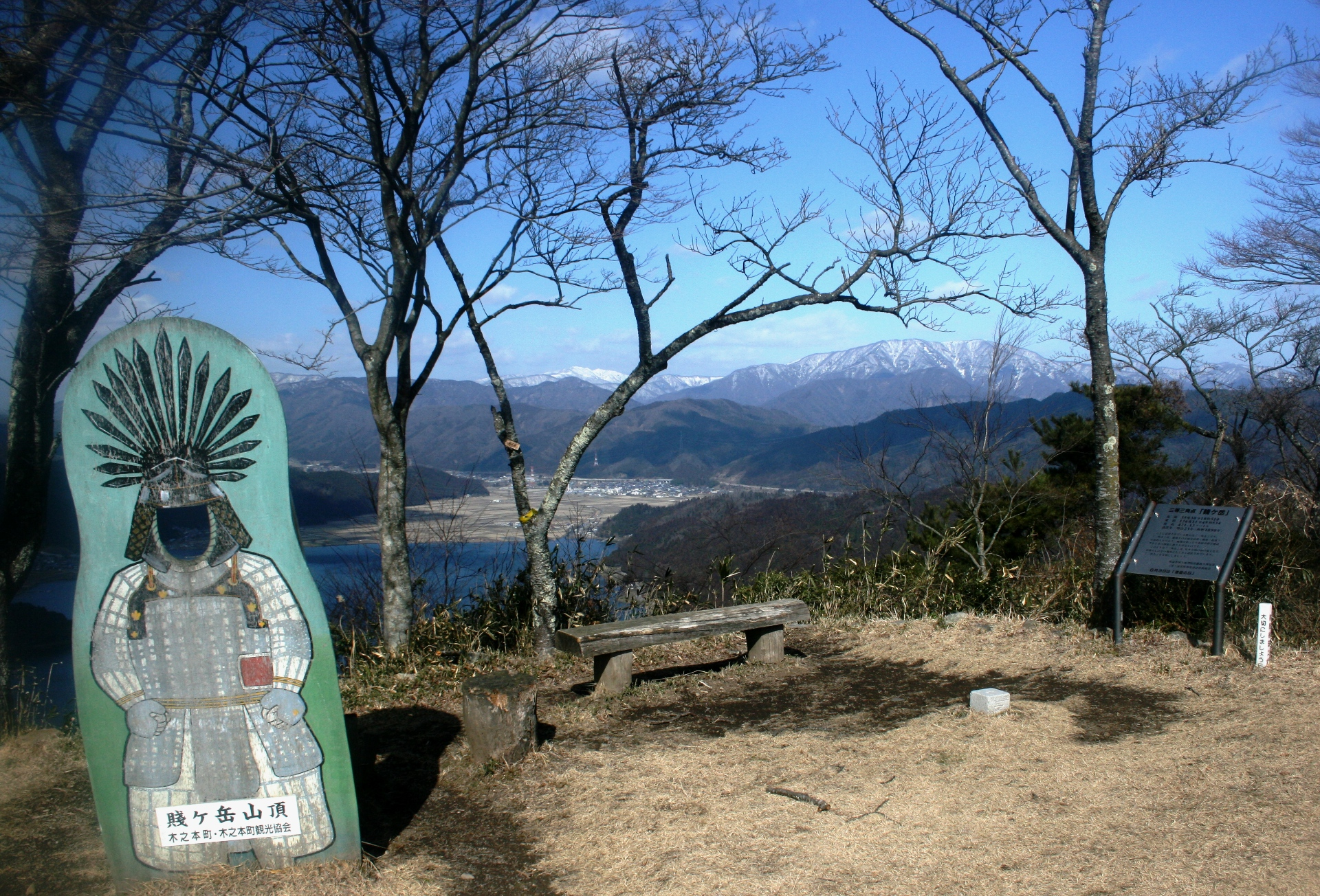
Cima del monte Shizu e lago di Yogo